# Sphaerostephanos cartilagidens
Sphaerostephanos cartilagidens är en kärrbräkenväxtart som beskrevs av P.M.Zamora och Co. Sphaerostephanos cartilagidens ingår i släktet Sphaerostephanos och familjen Thelypteridaceae. Inga underarter finns listade.